# Seznam dálkových turistických tras na Slovensku

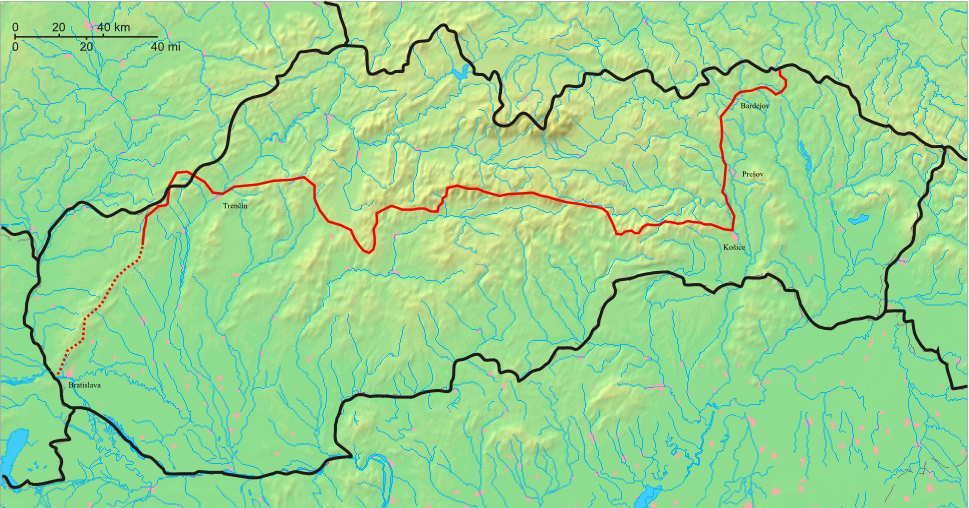
Cesta hrdinů SNP na mapě Slovenska

Seznam dálkových turistických tras na Slovensku obsahuje pojmenované vícedenní pěší turistické trasy na území Slovenska. Kromě národních tras obsahuje i části mezinárodních tras procházející přes slovenské území. V tabulce je u každé trasy uvedena délka v kilometrech, převýšení na trase v metrech, čistý čas přechodu, výchozí a cílový bod a výčet krajinných celků, přes které cesta prochází. Seznam je založen převážně na údajích v Katalogu trás na Hiking.sk.

## Slovenské trasy
|                           | Název                       | Délka (km) | Převýšení (m) | Čas (hh.mm) | Výchozí bod                | Cílový bod       | Prochází přes |
| ------------------------- | --------------------------- | ---------- | ------------- | ----------- | -------------------------- | ---------------- | --- |
| červená turistická značka | Cesta hrdinů SNP            | 761,8      | 30 820        | 221.45      | Devín                      | Dukelský průsmyk | Malé Karpaty – Bílé Karpaty – Strážovské vrchy – Žiar – Kremnické vrchy - Velká Fatra – Nízké Tatry – Slovenské rudohoří – Čergov – Nízké Beskydy |
| červená turistická značka | Východokarpatská magistrála | 246,7      | 10 140        | 70.00       | Ubľa                       | Minčol           | Bukovské vrchy – Nízké Beskydy – Čergov |
| červená turistická značka | Rudná magistrála            | 240,0      | 9 786         | 69.05       | Zlaté Moravce              | Stolica          | Pohronský Inovec – Štiavnické vrchy – Slovenské rudohoří                                                                                          |
| červená turistická značka | Štefánikova magistrála      | 120,0      | 4 759         | 34.40       | Devín                      | Bradlo           | Malé Karpaty |
| červená turistická značka | Ponitranská magistrála      | 106,3      | 4 067         | 30.10       | Nitra                      | Handlová         | Tribeč – Vtáčnik |
| zelená turistická značka  | Chodník P. J. Šafárika      | 97,6       | 4 312         | 28.55       | Nálepkovo                  | Jelšava          | Volovské vrchy – Revúcka vrchovina – Stolické vrchy                                                                                               |
| červená turistická značka | Tatranská magistrála        | 82,8       | 4 206         | 26.25       | Jalovecká dolina           | Ždiar            | Západní Tatry – Vysoké Tatry – Belianské Tatry |
| červená turistická značka | Záhorácká magistrála        | 103,6      | 1 700         | 26.10       | Skalica                    | Závod            | Záhoří – Bílé Karpaty |
| červená turistická značka | Chodník Márie Széchy        | 83,1       | 2 061         | 22.10       | Chata pod Muránskym hradom | Fiľakovo         | Muráňská planina – Cerová vrchovina |
| červená turistická značka | Velkofatranská magistrála   | 43,8       | 2 238         | 15.10       | Krížna                     | Ľubochňa         | Velká Fatra |
| červená turistická značka | Kysucká magistrála          | 44,0       | 1 910         | 12.55       | Makov                      | Raková           | Turzovská vrchovina |
| modrá turistická značka   | Chodník Andreja Kmeťa       | 40,7       | 1 534         | 11.35       | Bzenica                    | Prenčov          | Štiavnické vrchy |

## Mezinárodní trasy
|                           | Název                               | Délka (km) | Převýšení (m) | Čas (hh.mm) | Výchozí bod      | Cílový bod           | Prochází přes |
| ------------------------- | ----------------------------------- | ---------- | ------------- | ----------- | ---------------- | -------------------- | --- |
| červená turistická značka | Evropská dálková trasa E8           | 785,1      | 31 677        | 228.20      | Bratislava       | Dukelský průsmyk     | Malé Karpaty – Bílé Karpaty – Strážovské vrchy – Žiar – Kremnické vrchy – Velká Fatra – Nízké Tatry – Slovenské rudohoří – Čergov – Nízké Beskydy |
| červená turistická značka | Mezinárodní dálková trasa I23       | 563,7      | 22 702        | 166.00      | Červený Kláštor  | Bratislava           | Pieniny – Slovenský ráj – Nízké Tatry – Velká Fatra – Malá Fatra – Strážovské vrchy – Považský Inovec – Bílé Karpaty – Malé Karpaty               |
| červená turistická značka | Evropská dálková trasa E3 – 2. část | 296,3      | 10 255        | 81.50       | Dukelský průsmyk | Slovenské Nové Mesto | Nízké Beskydy – Čergov – Slanské vrchy |
| červená turistická značka | Evropská dálková trasa E3 – 1. část | 214,9      | 10 012        | 67.25       | Bumbálka         | Suchá Hora           | Javorníky – Súľovské vrchy – Malá Fatra – Oravská Magura – Skorušinské vrchy                                                                      |